# Hysterochelifer tuberculatus
Espèce
Synonymes
- Chelifer tuberculatus Lucas, 1849
- Chelifer brachydactylus Lucas, 1849
- Chelifer lampropsalis L. Koch, 1873

Hysterochelifer tuberculatus est une espèce de pseudoscorpions de la famille des Cheliferidae.

## Distribution
Cette espèce se rencontre en Tunisie, en Algérie, au Maroc, en Espagne, en France, en Suisse, en Italie, à Malte, en Croatie, en Bosnie-Herzégovine, au Monténégro, en Grèce, en Bulgarie, en Turquie, en Israël et en Jordanie.

## Liste des sous-espèces
Selon Pseudoscorpions of the World (version 3.0) :
- Hysterochelifer tuberculatus ibericus Beier, 1955
- Hysterochelifer tuberculatus tuberculatus (Lucas, 1849)

## Publications originales
- Lucas, 1849 : Histoire naturelle des animaux articulés. Crustacés, Arachnides, Myriapodes et Hexapodes. Exploration scientifique de l’Algérie pendant les années 1840, 1841, 1842. Sciences  physiques.  Zoologie, vol. 1, p. 1-403 (texte intégral).
- Beier, 1955 : Neue Beitrage zur Kenntnis der Iberischen Pseudoscorpioniden-Fauna. Eos, vol. 31, p. 87-122.